# Complexe de Knölker
Le complexe de Knölker est un composé organométallique constitué d'un ligand hydroxycyclopentadiényle lié à un complexe Fe(CO)2H et à des substituants triméthylsilyle. C'est un catalyseur d'hydrogénation par transfert. On l'obtient en traitant successivement le tricarbonyle de cyclopentadiénone correspondant par une base puis par un acide.
Ce complexe est apparenté au catalyseur de Shvo, dérivé d'hydroxycyclopentadiényle et de ruthénium qui agit également comme catalyseur d'hydrogénation.